# Einfach weg
"Einfach weg", (em português: Simplesmente Ausente") foi a canção austríaca no Festival Eurovisão da Canção 1984, interpretada em alemão por Anita.
O tema tinha letra de Walter Müller, música de Brigitte Seuberth e orquestração de Richard Österreicher.
A canção austríaca foi a 13.ªa ser interpretada na noite do evento, a seguir à canção jugoslava "Ciao, amore" e antes da canção alemã "Aufrecht geh'n", interpretada por Mary Roos. No final da votação, a canção austríaca recebeu apenas 5 pontos, classificando-se em 19.º lugar e último lugar.
A canção é sobre a necessidade de alguém que quer partir, cansada da vida monótona de todos os dias, independentemente do que os outros possam dizer.